# Cistus halimifolius
Il cisto giallo (Cistum halimifolius L., 1753) è una pianta perenne appartenente alla famiglia delle Cistaceae.

## Descrizione
È una pianta erbacea perenne che raggiunge un'altezza massima di 1,2 m. Le foglie, di forma ellittica, sono lunghe fino a 3 cm e sono opposte; quelle superiori sono sessili, le altre invece sono picciolate. Sono ricoperte da una leggera peluria di colore biancastro che col tempo scompare, lasciando il posto a uno strato di peli peltati. I fiori sono gialli e i petali, lunghi circa 1,4 cm, possono presentare una macchia color marrone scuro alla base. Il frutto è una capsula loculicida di forma appuntita. I semi sono piccoli ed echinulati. Il periodo di fioritura va da maggio a giugno.

## Distribuzione e habitat
È diffusa in tutto il bacino occidentale del Mediterraneo, particolarmente nella penisola Iberica, Corsica, Italia,    Algeria, Tunisia, Marocco. 
Cresce prevalentemente in ambienti costieri quali macchie e garighe.